# Postfeld
Postfeld település Németországban, Schleswig-Holstein tartományban. Lakosainak száma 447 fő (2023. december 31.).

## Népesség
A település népességének változása:
| Lakosok száma | 364  | 442  | 433  | 430  | 429  | 447  |
|               | 1975 | 2017 | 2019 | 2021 | 2022 | 2023 |